# 反跳爆弾

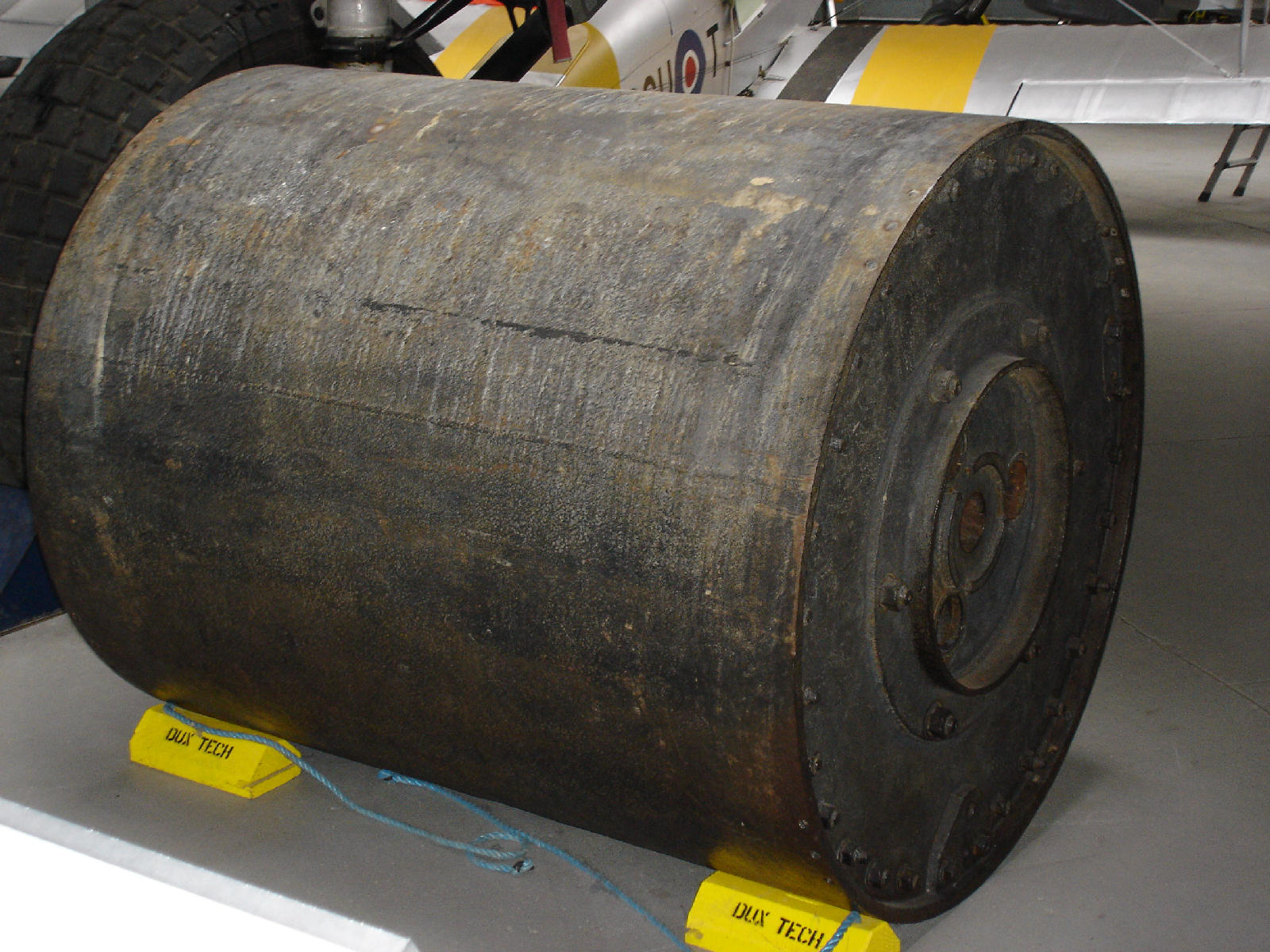
実際に作戦で使われた反跳爆弾。ダックスフォード王立戦争博物館にて。

反跳爆弾（はんちょうばくだん）は、航空機から投下され水面を跳ねるように進む爆弾の事。

## 概要
反跳爆弾(Bouncing bomb)は、爆雷(Depth charge)の一種で、第二次世界大戦中にヴィッカース・アームストロング(英国サリー、ブルックランド)のバーンズ・ウォリス博士が考案した爆弾である。水切りのように、爆弾が水面を跳ねることで、高い命中率を維持しながら射程を延伸し、魚雷防御網を飛び越えて水中で爆発する。反跳爆弾を使わずに、遅延信管を使用して通常爆弾で水切りのように爆弾を投下する爆撃方法を反跳爆撃あるいは跳飛爆撃(Skip bombing)と呼び、太平洋において連合軍や日本軍によって用いられた。
ランカスターに搭載され、ダムを破壊するアップキープ(Upkeep)爆弾とモスキートに搭載されて対艦攻撃用に設計されたハイボール(Highball)爆弾がある。アップキープ爆弾は、第二次大戦中に、イギリス空軍第617中隊によってルール工業地帯のダム攻撃に使用された。

## 開発経緯
19世紀の英国海軍は、砲弾が水面で跳躍することで射程が伸びることを知り港湾防御用の砲などに利用していた。また、フランスの要塞攻城の名手ヴォーバンは跳飛射撃を活用していた。1941年、バーンズ・ウォリスは、これらにヒントを得て反跳爆弾を思いつき、1942年4月、「球体爆弾－水面魚雷(Spherical Bomb-Surface Torpedo)」という論文を発表した。

## 対艦爆弾(ハイボール爆弾)
最初に考案された反跳爆弾は、戦艦攻撃用のコードネーム・ハイボール(Highball)であった。爆弾をより遠くで投下することを可能とし、魚雷防御網を飛び越えて、脆弱な喫水線下で爆発させることができた。また、通常の魚雷よりも多くの炸薬を装填可能なことも長所であった。ハイボール爆弾は、球形で、ゴルフボールのようなくぼみがあった。ハイボール爆弾は、モスキートに2発搭載可能であった。

## 対ダム攻撃用爆弾(アップキープ爆弾)
イギリス空軍は、第二次大戦前から、ドイツの水力発電ダムの重要性を認識していたが、これを破壊するためには大量の爆薬と高い命中精度が必要になると見積もっていた。魚雷攻撃については、ドイツがダム上流に魚雷防御網を設置していたため、効果がないと判断されていた。バーンズ・ウォリスは、反跳爆弾を使用することで、このようなダムを破壊できるのではないかと考えた。
1943年始め、バーンズ・ウォリスは、「ダムに対する爆撃(Air Attack on Dams)」と題する報告を完成した。

反跳爆弾による爆撃

空軍はこの爆弾を早急に必要としていたため、完成したヴィッカーズ・タイプ464、コードネーム・アップキープ(Upkeep)爆弾はバーンズ・ウォリスが当初考案したものとは異なっていた。正式名称「Upkeep store」と呼ばれるこの爆弾は、爆弾重量4,200kg(9,250lb)(トーペックス炸薬量3,000kg(6,600lb))で、水面下での爆発が効果的であった。爆弾の形状は、長さ152cm(60インチ)、直径142cm(56インチ)の円筒状で、投下前に毎分500回転のバックスピンがかけられた。高速で回転する爆弾を、速度386〜402km/h(240-250mph)、距離365〜457m(400-500ヤード)で高度18m(60フィート)という超低高度から投下することで、爆弾は水面を跳ねながら魚雷防御網を飛び越えてダム手前に到達する。正確な高度を維持するために、スポットライトを利用した。ダム手前で水没した爆弾は、水圧感応型信管によって水深9.1m(30フィート)で爆発するようになっていた。水圧感応型信管が作動しなかった場合に備えて、化学式時限信管も取り付けられていた。

魚雷防御網を越えてのダム爆撃

アップキープ爆弾は、1943年5月のチャスタイズ作戦で第617飛行中隊によって使用され、ドイツ工業地帯のダムを2カ所を破壊、4カ所に被害を与えた。指揮官のガイ・ギブソン中佐はこの功により、ヴィクトリア十字章を授与された。

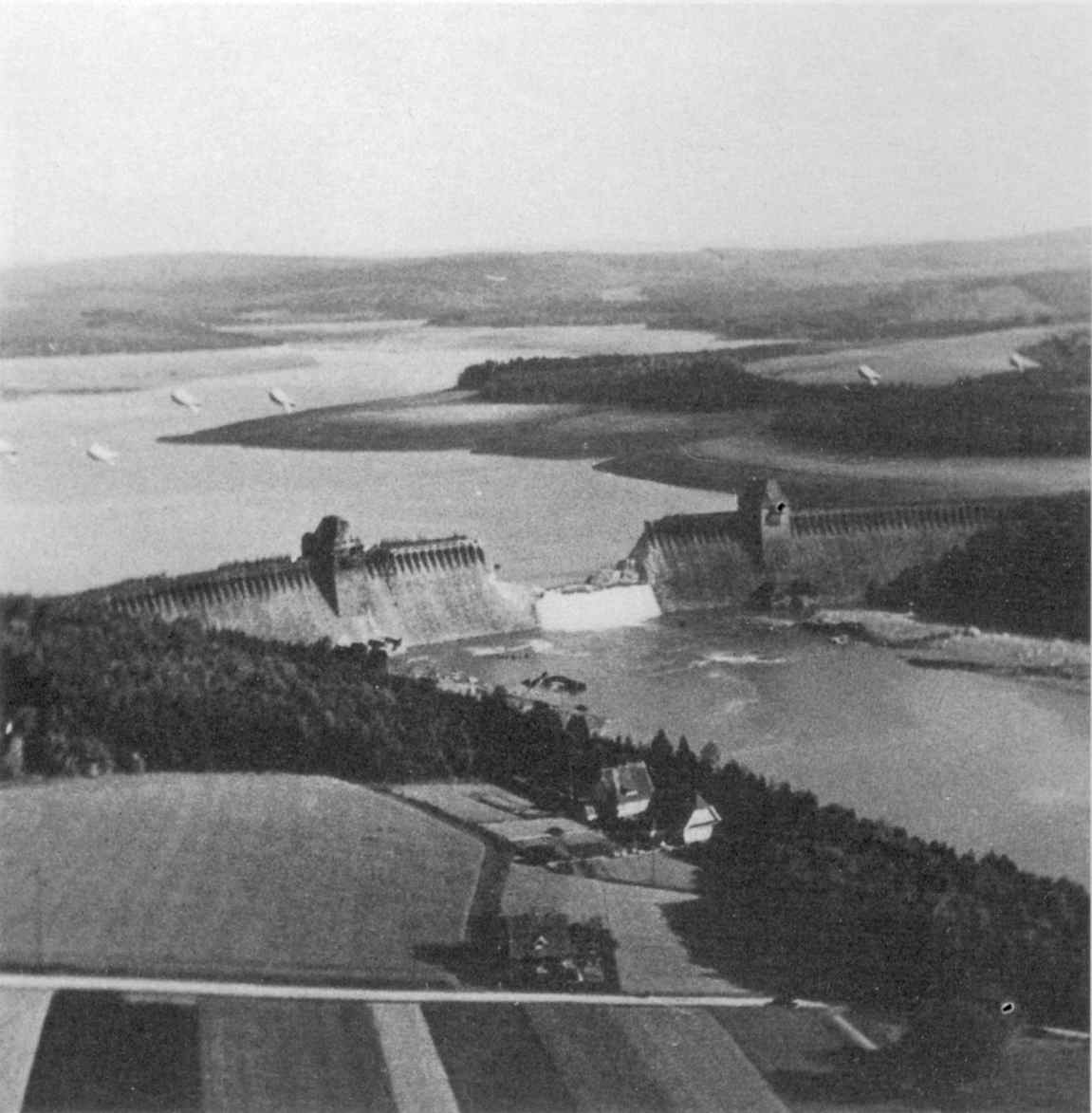
チャスタイズ作戦後のメーネ・ダム

## 評価
チャスタイズ作戦は成功したものの、19機中8機が未帰還となった。以後アップキープ爆弾が使用されることはなかった。一方、ハイボール爆弾は第618飛行中隊のモスキートによってドイツ戦艦ティルピッツ攻撃に使用されることになっていた(サーバント作戦)が、作戦中止となった。その後、太平洋において日本の艦船に対して使用しようとしたものの、終戦により使用されることはなかった。
アップキープ爆弾とハイボール爆弾は国家機密となっていたが、イギリス公文書の「30年規則(thirty year rule)」によって1974年1月に公開された。
戦後、全てのアップキープ爆弾は処分され、コンクリートが詰められた爆弾はケント州リカルバー(Reculver)で試験や爆撃訓練に用いられた後、復元され各地で展示されている。

## ドイツ軍の反跳爆弾
ドイツ軍は、チャスタイズ作戦の後、不発となったアップキープ爆弾を森の中で発見した。これが兵器専門家などによって分析され、1943年6月17日、ヘルマン・ゲーリングからアルベルト・シュペーアに報告された。その後、ドイツ空軍によって重量385kg(850ポンド)の反跳爆弾が試験された。これは、トラーフェミュンデ(Travemünde)にあったドイツ空軍研究センターにおいて対イギリス艦艇攻撃用として設計されたもので、コードネーム・クルト(Kurt)と呼ばれた。しかしながら、ドイツ軍の反跳爆弾は、投下前の爆弾に対するバックスピンをさせなかったため、Fw190によって行われた実験では、投下した航空機と同じ速度で爆弾が跳躍するため、危険であると判断された。この問題をロケットブースターによって解決しようとしたものの、うまくいかずに、1944年にプロジェクトは中止された。

## ソ連の反跳爆弾
ソ連軍でも第二次大戦中に反跳爆弾を使用した。1944年7月16日、フィンランドのコトカ(Kotka)で、ドイツ軍の防空艦ニオベ(Niobe)に対して用いられた。ソ連軍のA-20爆撃機から投下された爆弾のうち、2発の反跳爆弾と通常爆弾7発が命中し撃沈された。使用された爆弾については不明であり反跳爆撃を用いたとも考えられる。

## 文献
Sweetman, John. The Dambusters Raid. London: Cassell, 1999. ISBN 0-304-35173-3